# سفوپرازون/سولباکتام
سفوپرازون/سولباکتام (به انگلیسی: Cefoperazone/sulbactam) یک داروی ترکیبی است که به عنوان آنتی‌بیوتیک مورد استفاده قرار می‌گیرد و برای درمان عفونت‌های دستگاه ادراری مؤثر است. این دارو حاوی سفوپرازون، یک آنتی بیوتیک بتا- لاکتام و سولباکتام، یک مهارکننده بتا-لاکتاماز است. سولباکتام از تجزیه ساختار سفوپرازون توسط باکتری جلوگیری می‌کند.